# Carex van-heurckii
Espèce
Classification phylogénétique
Carex van-heurckii est une espèce des plantes du genre Carex et de la famille des Cyperaceae.